# Овсовидка
Овсови́дка, или Схизахна (лат. Schizáchne; от др.-греч. σχίζω, schizo — расщеплять, раскалывать и ἄχνη, achne — верхушка, кончик), — род травянистых растений семейства Злаки, или Мятликовые (Poaceae), распространённый в лесной полосе Евразии (от Восточной Европы до Дальнего Востока России и Восточной Азии) и Северной Америки.

## Описание
Многолетние травянистые растения, 30—110 см высотой. Стебли прямостоячие. Листья линейные, 1—4 мм шириной. Влагалища почти по всей длине замкнутые. Язычки перепончатые, 0,5—2 мм длиной.
Общее соцветие — малоколосковая, почти кистевидная метёлка. Колоски многоцветковые. Зерновка эллипсоидальная или продолговатая, тёмно-бурая. Хромосомы мелкие; x=10.

## Виды
Род либо включает 3 видов, либо является монотипным с единственным видом (Schizachne purpurascens) с 3 подвидами.
- Schizachne callosa (Turcz. ex Griseb.) Ohwi — Овсовидка мозолистая [= Schizachne purpurascens subsp. callosa (Turcz. ex Griseb.) T.Koyama & Kawano]
- Schizachne komarovii Roshev. — Овсовидка Комарова [= Schizachne purpurascens subsp. capillipes (Kom.) Tzvelev — Овсовидка тонконожковая]
- Schizachne purpurascens (Torr.) Swallen — Овсовидка красноватая [= Schizachne purpurascens subsp. purpurascens]